# IHeartRadio Music Awards 2025
La dodicesima edizione degli iHeartRadio Music Awards si è svolta il 17 marzo 2025 presso il Dolby Theatre di Los Angeles, in California, ed è stata trasmessa dall'emittente televisiva Fox. La cerimonia di premiazione è stata presentata dal rapper e attore statunitense LL Cool J, annunciato una settimana prima dell'evento.
La lista delle candidature è stata annunciata il 22 gennaio 2025.
Taylor Swift e Morgan Wallen, con dieci candidature, sono gli artisti più nominati di questa edizione, seguita da Kendrick Lamar, Post Malone e Sabrina Carpenter con nove ciascuno. Taylor Swift è anche stata l'artista a ricevere il maggior numero di premi durante la cerimonia di premiazione, vincendo in 9 categorie su 10 nelle quali era stata candidata.
Durante la cerimonia, Mariah Carey è stata insignita del premio all'icona per la "sua incredibile carriera e la sua influenza in qualità di cantante, cantautrice e produttrice che ha infranto ogni record nelle classifiche e nei concerti a livello mondiale". A Lady Gaga, invece, è stato assegnato il premio all'innovatore grazie alla sua capacità di essere "un'artista innovatrice dei giorni moderni", oltre al fatto che "ha creato musica e spettacoli che hanno ispirato il mondo intero e per il suo ruolo di attivista, filantropa e sostenitrice di molte questioni importanti". L'Eras Tour di Taylor Swift è stato premiato con il riconoscimento al tour del secolo.

## Esibizioni
La lista delle esibizioni è stata svelata il 10 marzo 2025.
- Billie Eilish e Finneas O'Connell – Wildflower[9]
- Nelly – Medley: Country Grammar (Hot Shit) / Ride wit Me (con City Spud) / E.I. / Hot in Herre[10]
- Gracie Abrams – That's So True[11]
- Muni Long e Tori Kelly – Tributo a Mariah Carey: We Belong Together (eseguito da Muni Long) / Always Be My Baby (eseguito da Tori Kelly)[12][13]
- GloRilla – Never Find (con K Carbon) / Whatchu Kno About Me (con Sexyy Red)[14]
- Taylor Swift – Mirrorball (pre-registrata dal concerto del 17 marzo 2023 tenutosi a Glendale)[15]
- Bad Bunny – Eoo[16]

## Vincitori e candidati
Alcune categorie sono state votate online, a partire dal 22 gennaio con termine ultimo il 10 marzo. I vincitori sono evidenziati in grassetto.

### Categorie principali

#### Canzone dell'anno
- Beautiful Things – Benson Boone
- A Bar Song (Tipsy) – Shaboozey
- Agora Hills – Doja Cat
- Espresso – Sabrina Carpenter
- Greedy – Tate McRae
- I Had Some Help – Post Malone featuring Morgan Wallen
- Lose Control – Teddy Swims
- Lovin on Me – Jack Harlow
- Not like Us – Kendrick Lamar
- Too Sweet – Hozier

#### Artista dell'anno
- Taylor Swift
- Billie Eilish
- Doja Cat
- Jelly Roll
- Kendrick Lamar
- Morgan Wallen
- Post Malone
- Sabrina Carpenter
- SZA
- Teddy Swims

#### Miglior collaborazione
- Die with a Smile – Lady Gaga & Bruno Mars
- Fortnight – Taylor Swift featuring Post Malone
- I Had Some Help – Post Malone featuring Morgan Wallen
- Like That – Future, Metro Boomin & Kendrick Lamar
- Miles on It – Kane Brown & Marshmello

#### Artista pop dell'anno
- Sabrina Carpenter
- Billie Eilish
- Chappell Roan
- Tate McRae
- Taylor Swift

#### Canzone country dell'anno
- I Had Some Help – Post Malone featuring Morgan Wallen
- A Bar Song (Tipsy) – Shaboozey
- Cowgirls – Morgan Wallen featuring Ernest
- I Am Not Okay – Jelly Roll
- World on Fire – Nate Smith

#### Miglior nuovo artista pop
- Teddy Swims
- Benson Boone
- Chappell Roan
- Gracie Abrams
- Shaboozey

#### Canzone pop dell'anno
- Espresso – Sabrina Carpenter
- Agora Hills – Doja Cat
- Beautiful Things – Benson Boone
- Greedy – Tate McRae
- Too Sweet – Hozier

#### Artista country dell'anno
- Jelly Roll
- Kane Brown
- Lainey Wilson
- Luke Combs
- Morgan Wallen

#### Miglior nuovo artista country
- Shaboozey
- Ashley Cooke
- Dasha
- George Birge
- Tucker Wetmore

#### Artista world dell'anno
- Tyla
- Burna Boy
- Central Cee
- Tems
- YG Marley

#### Canzone hip hop dell'anno
- Not like Us – Kendrick Lamar
- Like That – Future, Metro Boomin & Kendrick Lamar
- Lovin on Me – Jack Harlow
- Rich Baby Daddy – Drake featuring Sexyy Red & SZA
- TGIF – GloRilla

#### Artista hip hop dell'anno
- GloRilla
- Drake
- Future
- Kendrick Lamar
- Travis Scott

#### Miglior nuovo artista hip hop
- BossMan Dlow
- 310babii
- BigXthaPlug
- Cash Cobain
- Jordan Adetunji

#### Canzone R&B dell'anno
- Made for Me – Muni Long
- ICU – Coco Jones
- Sensational – Chris Brown featuring Davido & Lojay
- Water – Tyla
- WY@ – Brent Faiyaz

#### Artista R&B dell'anno
- SZA
- Chris Brown
- Muni Long
- Usher
- Victoria Monét

#### Miglior nuovo artista R&B
- 4batz
- Ambré
- Inayah
- Josh X
- Maeta

#### Canzone alternative dell'anno
- Too Sweet – Hozier
- Dilemma – Green Day
- Landmines – Sum 41
- Neon Pill – Cage the Elephant
- The Emptiness Machine – Linkin Park

#### Artista alternative dell'anno
- Green Day
- Cage the Elephant
- Linkin Park
- Sum 41
- Twenty One Pilots

#### Miglior nuovo artista alternative e rock
- Fontaines D.C.
- Djo
- Good Neighbours
- Myles Smith
- The Last Dinner Party

#### Canzone rock dell'anno
- A Symptom of Being Human – Shinedown
- All My Life – Falling in Reverse & Jelly Roll
- Dark Matter – Pearl Jam
- Screaming Suicide – Metallica
- The Emptiness Machine – Linkin Park

#### Artista rock dell'anno
- Shinedown
- Green Day
- Linkin Park
- Metallica
- Pearl Jam

#### Canzone dance dell'anno
- 360 – Charli XCX
- Chase It (Mmm Da Da Da) – Bebe Rexha
- I Don't Wanna Wait – David Guetta & OneRepublic
- Make You Mine – Madison Beer
- Water – Tyla & Marshmello

#### Artista dance dell'anno
- David Guetta
- Calvin Harris
- Dua Lipa
- Kylie Minogue
- Tiësto

#### Canzone pop latina/reggaeton dell'anno
- Perro negro – Bad Bunny featuring Feid
- Brickell – Feid & Yandel
- La falda – Myke Towers
- Qlona – Karol G featuring Peso Pluma
- Si antes te hubiera conocido – Karol G

#### Artista pop latino/reggaeton dell'anno
- Feid
- Bad Bunny
- Karol G
- Myke Towers
- Shakira

#### Miglior nuovo artista latino/urban
- Kapo
- Christian Alicea
- Cris MJ
- Ela Taubert
- FloyyMenor

#### Canzone messicana dell'anno
- Alch si – Grupo Frontera & Carin León
- El beneficio de la duda – Grupo Firme
- First Love – Oscar Ortiz & Edgardo Nuñez
- La diabla – Xavi
- Tu perfume – Banda MS de Sergio Lizárraga

#### Artista messicano dell'anno
- Peso Pluma
- Grupo Frontera
- Intocable
- Los Ángeles Azules
- Xavi

#### Miglior nuovo artista messicano
- Xavi
- Chino Pacas
- Iván Cornejo
- Luis R. Conriquez
- Tito Double P

#### Artsta K-pop dell'anno
- Ateez
- Aespa
- Enhypen
- Jimin
- Lisa

#### Canzone K-pop dell'anno
- Who – Jimin
- Chk Chk Boom – Stray Kids
- Magnetic – Illit
- Supernova – Aespa
- XO (Only If You Say Yes) – Enhypen

#### Miglior nuovo artista K-pop
- Illit
- BabyMonster
- Badvillain
- NCT Wish
- TWS

#### Autore dell'anno
- Amy Allen
- Josh Coleman
- Ernest
- Ashley Gorley
- Justin Tranter

#### Produttore dell'anno
- Julian Bunetta
- Jack Antonoff
- Evan Blair
- Mustard
- Dan Nigro

#### Album dell'anno
- Generale: Hit Me Hard and Soft – Billie Eilish
- Alternativo: Clancy – Twenty One Pilots
- Country: F-1 Trillion – Post Malone
- Dance: Brat – Charli XCX
- Hip hop: We Don't Trust You – Future & Metro Boomin
- K-pop: ATE – Stray Kids
- Messicano: Éxodo – Peso Pluma
- Pop latino/urban: Las mujeres ya no lloran – Shakira
- Pop: The Tortured Poets Department – Taylor Swift
- R&B: Coming Home – Usher
- Rock: From Zero – Linkin Park

### Categorie votate online
Le seguenti categorie sono state votate dagli utenti online, nel periodo compreso tra il 22 gennaio e il 10 marzo 2025.

#### Miglior testo
- Fortnight – Taylor Swift featuring Post Malone
- Beautiful Things – Benson Boone
- Birds of a Feather – Billie Eilish
- Espresso – Sabrina Carpenter
- Exes – Tate McRae
- Good Luck, Babe! – Chappell Roan
- I Had Some Help – Post Malone featuring Morgan Wallen
- I Love You, I'm Sorry – Gracie Abrams
- Not like Us – Kendrick Lamar
- Saturn – SZA
- We Can't Be Friends (Wait for Your Love) – Ariana Grande
- Who – Jimin

#### Miglior docufilm musicale
- Taylor Swift: The Eras Tour (Taylor's Version) – Taylor Swift
- Are You Sure?! – Jimin & Jungkook
- Child Star – Demi Lovato
- Elton John: Never Too Late – Elton John
- Gaga Chromatica Ball – Lady Gaga
- I Am: Celine Dion – Céline Dion
- Lainey Wilson: Bell Bottom Country – Lainey Wilson
- Megan Thee Stallion: In Her Words – Megan Thee Stallion
- Olivia Rodrigo: Guts World Tour – Olivia Rodrigo
- Pop Star Academy: Katseye – Katseye
- Road Diary: Bruce Springsteen and the E Street Band – Bruce Springsteen
- Thank You, Goodnight: The Bon Jovi Story – Bon Jovi

#### Miglior video musicale
- Fortnight – Taylor Swift featuring Post Malone
- Apt. – Rosé & Bruno Mars
- Beautiful Things – Benson Boone
- Die with a Smile – Lady Gaga & Bruno Mars
- Espresso – Sabrina Carpenter
- Houdini – Dua Lipa
- Houdini – Eminem
- I Had Some Help – Post Malone featuring Morgan Wallen
- Luna – Feid & ATL Jacob
- Not like Us – Kendrick Lamar
- Please Please Please – Sabrina Carpenter
- Rockstar – Lisa

#### Fotografo di tournée preferito
- Alfredo Flores – Sabrina Carpenter
- Adam Degross – Post Malone
- Baeth – Tate McRae
- Christian Tierney – Niall Horan
- David Bergman – Luke Combs
- Henry Hwu – Billie Eilish
- Lucienne Nghiem – Chappell Roan
- Miles Leavitt – Olivia Rodrigo
- Pooneh Ghana – Noah Kahan
- RaysCorruptedMind – Travis Scott
- Sanjay Parikh – Shinedown
- Yasi – Kacey Musgraves

#### Stile di tournée preferito
- Taylor Swift – The Eras Tour
- Billie Eilish – Hit Me Hard and Soft: The Tour
- Chappell Roan – The Midwest Princess Tour
- Charli XCX & Troye Sivan – Sweat
- GloRilla & Megan Thee Stallion – Hot Girl Summer Tour
- Nicki Minaj – Pink Friday 2 World Tour
- Olivia Rodrigo – Guts World Tour
- Sabrina Carpenter – Short n' Sweet Tour
- Tate McRae – Think Later World Tour
- Usher – Usher: Past Present Future

#### Tradizione durante un tour preferita
- Taylor Swift – Canzoni a sorpresa
- Benson Boone – Capriole sul palco
- Chappell Roan – Tutorial sul balletto di Hot to Go!
- Charli XCX & Troye Sivan – Balletto di Apple
- Morgan Wallen – Canzone di uscita
- Niall Horan – Posa di Heaven
- Olivia Rodrigo – Scritta sulla maglietta
- Sabrina Carpenter – Posizione di Juno
- Tate McRae – Soundcheck
- Taylor Swift – Cappello di 22
- Nicki Minaj – Fan che cantano
- Usher – Quando mangia le ciliegie

#### Ospite a sorpresa preferito
- Taylor Swift – Travis Kelce
- Charli XCX – Lorde
- Coldplay – Selena Gomez
- Future e Metro Boomin – Travis Scott
- GloRilla e Megan Thee Stallion – Cardi B
- Jennifer Hudson – Cher
- Kendrick Lamar – Ken & Friends
- Luke Combs – Cast del film Twisters
- Morgan Wallen – Travis Kelce e Patrick Mahomes
- Niall Horan – Shawn Mendes
- Olivia Rodrigo – Chappell Roan
- Peso Pluma – Becky G

### Premi speciali

#### Tour del secolo
- The Eras Tour – Taylor Swift

#### Innovatore
- Lady Gaga

#### Icona
- Mariah Carey

#### Landmark
- Nelly